# 鲍姆霍尔德附近贝尔施韦勒
鲍姆霍尔德附近贝尔施韦勒是德国莱茵兰-普法尔茨州的一个市镇。总面积6.64平方公里，总人口539人，其中男性289人，女性250人（2011年12月31日），人口密度81人/平方公里。